# Município de Greenfield (condado de Huron, Ohio)
Localização do Ohio nos E.U.A.
O município de Greenfield (em inglês: Greenfield Township) é um município localizado no condado de Huron no estado estadounidense de Ohio. No ano de 2010 tinha uma população de 1374 habitantes e uma densidade populacional de 20,7 pessoas por km².

## Geografia
O município de Greenfield encontra-se localizado nas coordenadas 41° 06′ 21″ N, 82° 41′ 14″ O. Segundo a Departamento do Censo dos Estados Unidos, o município tem uma superfície total de 66.37 km², da qual 65,29 km² correspondem a terra firme e (1,62 %) 1,07 km² é água.

## Demografia
Segundo o censo de 2010, tinha 1374 pessoas residindo no município de Greenfield. A densidade populacional era de 20,7 hab./km².